# Ladenbergia hexandra
Ladenbergia hexandra là một loài thực vật có hoa trong họ Thiến thảo. Loài này được (Pohl) Klotzsch mô tả khoa học đầu tiên năm 1846.

## Hình ảnh

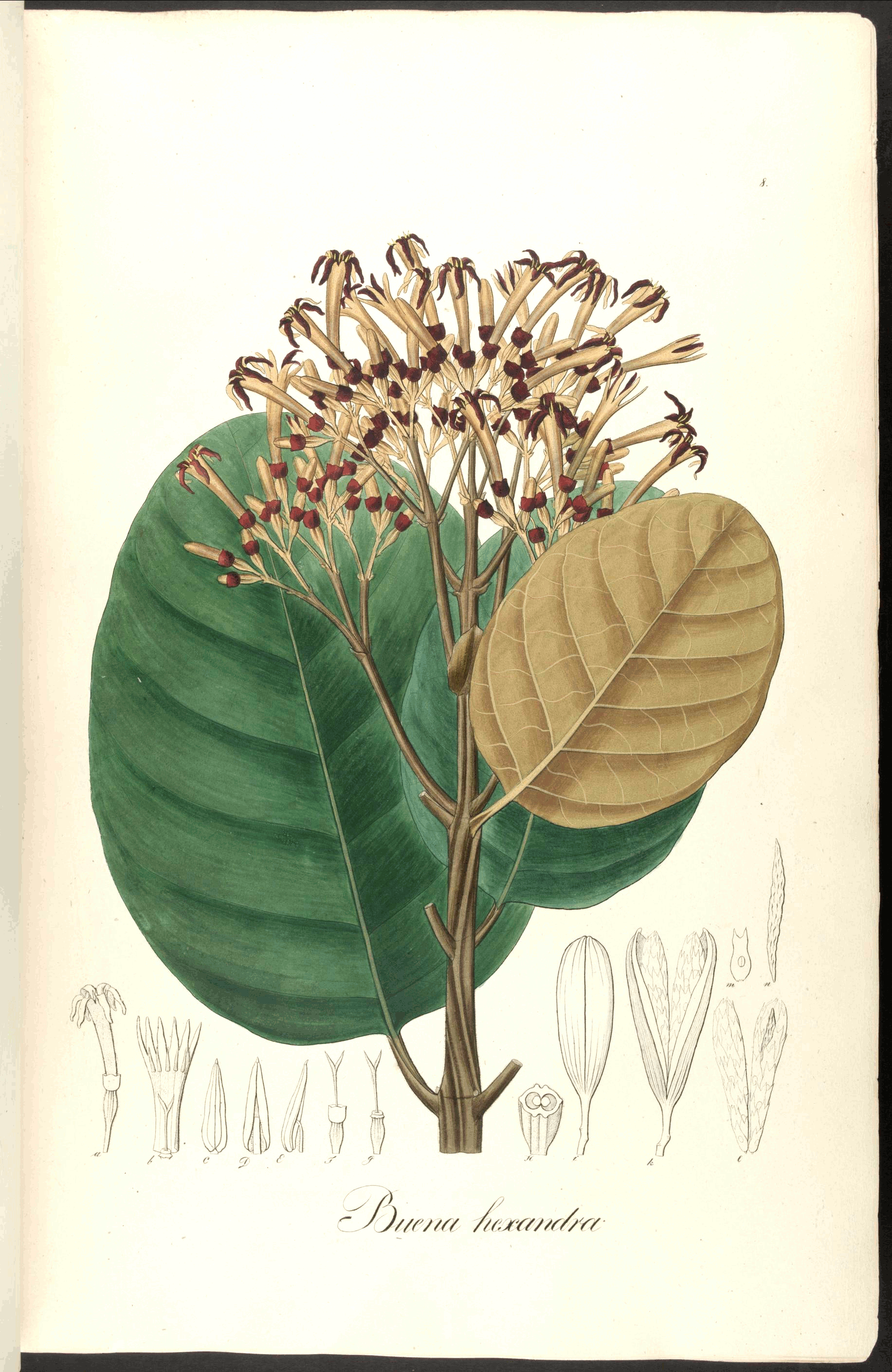